# Violeta Correa
Violeta Correa Miller (Callao, 24 de marzo de 1927-Lima, 1 de junio de 2001) fue una periodista peruana. Desde 1970 fue la segunda esposa de Fernando Belaúnde Terry, llegando a ser primera dama del Perú.

## Biografía
Nació el 24 de marzo de 1927 en La Punta, Callao. Sus padres fueron el ex canciller y político Javier Correa Elías y Violeta Miller. Entre sus hermanos se encuentran el médico y ex ministro de Salud Javier Correa Miller, el arquitecto Fernando Correa Miller (casado con María Malachowski Benavides, hija del arquitecto polaco Ricardo de Jaxa Malachowski) y el notario público Gustavo Correa Miller. Es también pariente del ex Ministro de Economía Juan Carlos Hurtado Miller así como también del ex canciller Augusto Blacker Miller.
En 1934, luego de regresar de Chile donde su padre era secretario de la embajada peruana, estudió primaria en el Colegio de las Madres Reparadoras y luego en el Colegio de los Sagrados Corazones Belén. En la secundaria tuvo que recibir educación privada debido a una dificultad en la vista.
En 1946, su padre fue nombrado embajador en Chile durante el gobierno del Presidente José Luis Bustamante y Rivero lo que la llevó a estudiar periodismo en la Universidad de Chile. En 1948 el general Manuel Odría dio un golpe de Estado al Presidente Bustamante, por lo que su padre renunció a su puesto de embajador y la familia regresó al Perú. Correa ingresó a la Cruz Roja ese mismo año.

## Vida pública

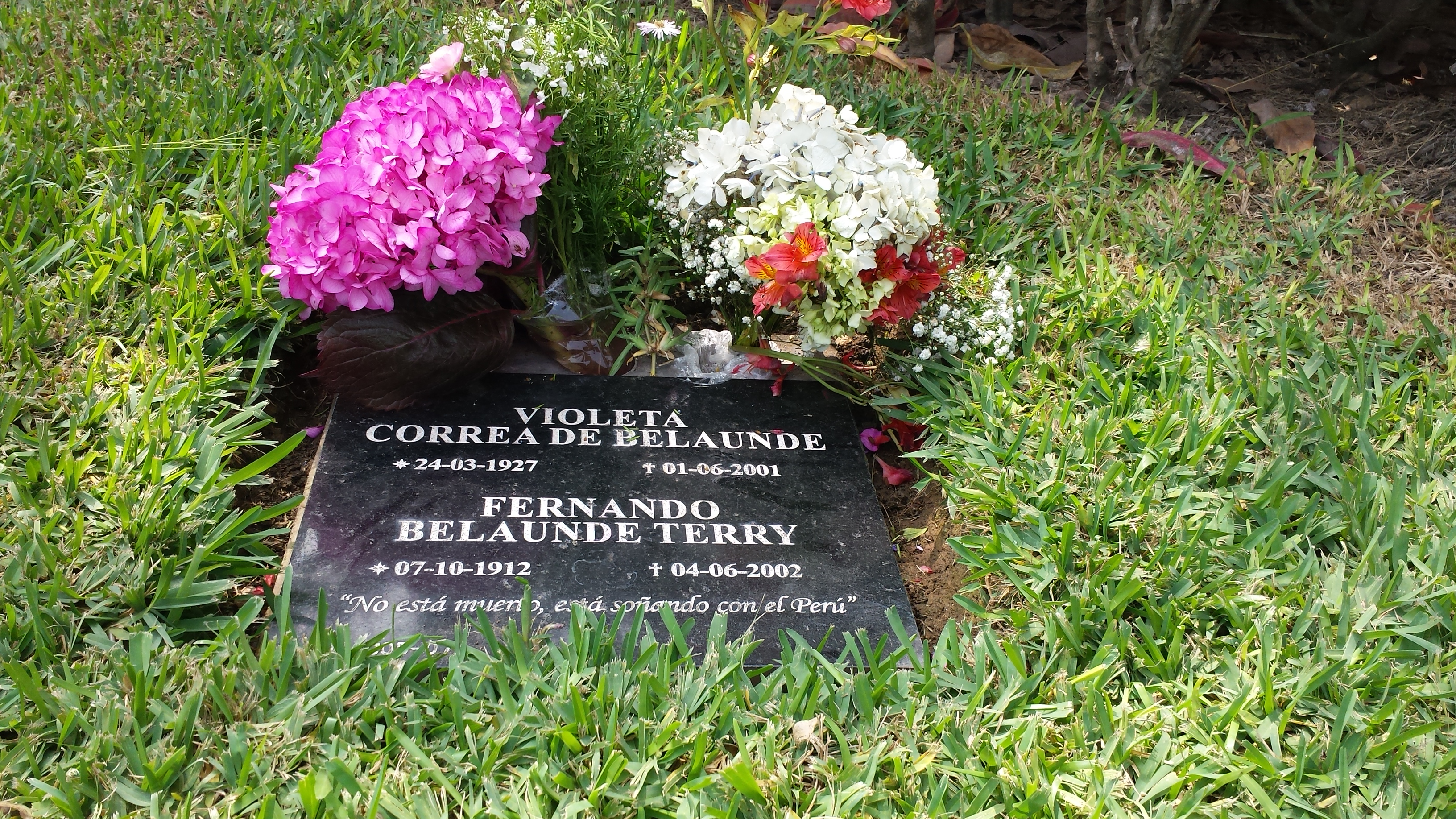
Tumba de Correa junto al de Fernando Belaúnde Terry.

En 1955, gracias a la gestión de Sebastián Salazar Bondy, ingresó a trabajar en el diario La Prensa, primero al área de sociales y luego al área de derechos femeninos. Violeta Correa escribía diversas columnas políticas bajo los seudónimos de 'Rebeca' y 'Misia Francisca'.
Fue la secretaria privada del Presidente Fernando Belaúnde Terry durante su primer gobierno. En 1956 se unió al partido Acción Popular como Dirigente de Juventudes y del 'Comando Femenino', siendo una de sus fundadores.
En 1968, Juan Velasco Alvarado, entonces Presidente del Comando Conjunto de las Fuerzas Armadas durante el gobierno de Fernando Belaúnde, dio un golpe de Estado, enviando a Belaúnde al exilio en Argentina, mientras que Violeta Correa fue víctima de represión política.
En el exilio, contrajo matrimonio con Fernando Belaúnde Terry en abril de 1970 en la ciudad de Seattle, Estados Unidos. 
Fue primera dama del Perú en la primera mitad de los años 80, durante el segundo gobierno no consecutivo de Fernando Belaúnde Terry. 
En su gestión como primera dama impulsó:
- 106 cocinas familiares.
- 87 centros comunales.

Durante el terremoto de 1983, estuvo como voluntaria para ayudar a los necesitados y prestó ayuda para los afectados por el incendio del Banco de la Nación.
En el 2001 fue condecorada por el presidente Valentín Paniagua con la Orden El Sol del Perú en Grado de Gran Cruz por su comprometida labor en los asuntos sociales del gobierno, especialmente en beneficio de los niños peruanos.
Falleció en San Isidro (Lima) el 1 de junio de 2001 y fue enterrada en el Cementerio de Huachipa, a las afueras de la ciudad. Su esposo, Fernando Belaúnde Terry, enfermó y murió un año después, siendo enterrado junto a ella.